# Мадагаскарська жаба прикрашена
Мадагаскарська жаба прикрашена (Mantella madagascariensis) — вид земноводних з роду Мадагаскарська барвиста жаба родини Мадагаскарські жаби. Інша назва «чорна мадагаскарська жаба».

## Опис
Загальна довжина досягає 2,2—3,1 см. Спостерігається статевий диморфізм: самиці більші за самців. Голова невелика, морда дещо загострена. тулуб майже стрункий. Добре розвинені задні кінцівки. На пальцях відсутні плавальні перетинки. Шкіра містить отруйні речовини.
Спина забарвлена у чорний колір, в основі передніх й задніх кінцівок присутні великі плями салатово—зеленого або жовто—зеленого кольору. У такий же колір забарвлені верхні сторони передніх кінцівок і стегон. Гомілка та ступня яскраво—помаранчеві або червоні, на верхній стороні гомілки є темні плями або поперечні смуги. Черево чорне з синіми або блакитними цятками.

## Спосіб життя
Полюбляє гірські дощові ліси, берега боліт, струмків, стариць. Зустрічається на висоті від 700 до 1050 м над рівнем моря. Активні вдень та у присмерку. Живиться дрібними комахами.
Самиця вночі відкладає 30—80 яєць. Личинки з'являються через 3 дні. Метаморфоз пуголовок триває 70 діб.

## Розповсюдження
Мешкає у центральній та східній частинах о.Мадагаскар.